# ちびっこ
ちびっこは、かつて日清食品の商品に起用されていたマスコットキャラクター。日清坊やとも呼ばれる。
Tシャツ・短パン・「N」の文字が入ったキャップを身につけ、黄色い前髪を出した姿が特徴的な男の子である。チキンラーメンの初代マスコットキャラクターとして知られる。

## 概要
1965年7月27日、日清の一社提供番組『日清ちびっこのどじまん』（フジテレビ）のシンボルキャラクターとして登場。美術セットや着ぐるみ、出場者へのメダル、関連レコードなど、番組の至る所に使用された。
当初は名称が定められておらず、1966年に『ちびっこのどじまん』番組内などで募集された（賞品として特賞はヨーロッパ旅行、一等はカラーテレビなどが当たるキャンペーンも実施）。この公募によって同年9月5日、「ちびっこ」という名称に決定された。
1967年には、同社の看板商品「チキンラーメン」の外袋に登場し、以降「日清焼そば」「日清ワンタンメン」など様々な商品のパッケージや宣伝にも登場した。また、販売促進キャンペーンなどを目的とした非売品の人形も多く制作された。
1991年、20年以上務めたチキンラーメンの外袋のキャラクターをひよこちゃん（2020年現在もデザインを替えて使用中）に譲り、引退した。

## プロフィール
- 名前：ちびっこ
- 生年月日：1965年7月27日
- 身長：14.5cm

## 参考・出典
- チキンラーメンとは - 「日清チキンラーメン」ブランドサイト（日清食品公式サイト内）
- ClubFame.subculture | 日清食品(株) ちびっこ【京都愛クルキャラ】